# Fritz Josef Berthold
Fritz Josef Berthold (* 25. April 1909 in Augsburg; † 30. Januar 1981) war ein deutscher Rechtsanwalt.

## Leben
Fritz Josef Berthold wurde in Augsburg als Sohn eines Münchner Arztes und einer Südtirolerin (Österreich-Ungarn) geboren. Er studierte Rechtswissenschaften, war Mitglied katholischer Studentenverbindungen und war mit Michael Gamper und Ulrich von Hassell befreundet. Sein Studium schloss er mit dem Doktortitel ab. Er heiratete 1937, seine Frau Eleonore, geb. Russ, (1912–1989) war ebenfalls Juristin. 1942 wurde ein gemeinsamer Sohn geboren.
1939 äußerte er sich abwanderungsfeindlich im Sarntal gegenüber der Option in Südtirol, worauf er von der Schutzstaffel verhört wurde. Ab September 1939 war er an der Legalisierung der Umsiedlungen von Bessarabiendeutschen ins Generalgouvernement beteiligt. Später war er Freiwilliger bei der Wehrmacht ab 1943 in Frankreich stationiert.
Nach 1945 war er Rechtsanwalt in München, vertrat Fritz Schäffer, Joseph Baumgartner, engagierte sich für eine bayernweite Zulassung der Bayernpartei bei den US-Besatzern und gab diesen Unterricht im Schuhplattler. Er empfing Alois Hundhammer und Hans-Jochen Vogel auf geselligen Abenden und war Emissär zwischen der Regierung Hoegner und Karl Gruber (Politiker, 1909).
Er vertrat eine Mandantin in einem Fall, in dem er die Volksabstimmung nach dem Anschluss Österreichs untersuchte.
Berthold vertrat Markus Seibald, einen Mitarbeiter von Philipp Auerbach. Seibald hatte 13 Millionen Tafeln Schokolade aus Army & Air Force Exchange Service für fünf Millionen DM eingeführt und dafür über Ernst Rattenhuber und Hans Ehard 5000 Deutsche Mark Provision an die CSU gezahlt.
Bis 29. März 1958 war er mit Hans Luther Vorstand im Verein für Deutsche Kulturbeziehungen im Ausland und wurde von Hans Egidi in dieser Funktion abgelöst.
Fritz Berthold war Mitglied der Christlich-Sozialen Union in Bayern und Justiziar der Spielbanken in Garmisch-Partenkirchen und Bad Wiessee. Bei der Spielbankenaffäre (Bayern) machte er vor Gericht eine Aussage. Nachdem Friedrich Zimmermann eine gegenteilige Aussage in Hypoglykämie gemacht hatte, wurde im Oktober 1959 gegen Berthold ein Verfahren wegen Meineid eröffnet, er wegen Fluchtgefahr auf Antrag von Staatsanwalt Heinrich Jörka verhaftet, entmündigt und in die Psychiatrische Klinik Haar eingewiesen.
1963 wurde Berthold rehabilitiert, erhielt von Bayern 100 000 Deutsche Mark Schadensersatz und verpflichtete sich in einem Vertrag mit Konventionalstrafe 50 000 Deutsche Mark zur Verschwiegenheit.
1978 war Fritz J. Berthold Sprecher des „Zentralverbandes Demokratischer Widerstandskämpfer und Verfolgtenorganisationen“ und äußerte sich zum Fall Werner Höfer.
1980 wurde im Zuge einer Fahndung nach Waffenbesitzern nach einer Waffenkäuferliste von Interpol Rom unter der Bezeichnung „Aktion Südfrüchte“ seine Wohnung in München und seine Zweitwohnung in Südtirol durchsucht.

## Schriften
- Brief an Karl Haushofer aus Krakau, 15. Juli 1940, Zur Umsiedlung der Deutschen aus Bessarabien und der Bukowina, Quelle: Privatarchiv HH (Hartschimmelhof); Ausfertigung; masch.schriftl. mit handschriftl. in Karl Haushofer, Hans Adolf Jacobsen, Karl Haushofer: Leben u. Werk: Band 24, Ausgabe 2, 1979
- Die Bazi vom Limes Romanus oder Den Bayern wird der Spiegel vorgehalten. Die Ur-Bajuwaren und ihre Geschichte[11]

Der Nachlass von Fritz Josef Berthold mit seinen Erinnerungen und Unterlagen befindet sich im Bayerischen Hauptstaatsarchiv.